# André Thomas
André Thomas (Saint Croix, 28 ottobre 1988) è un calciatore americo-verginiano, di ruolo centrocampista.

## Carriera

### Club
Nella stagione 2005-2006 ha militato negli Skills, trasferendosi in seguito al Prankton.

### Nazionale
Nel 2011 ha esordito nella Nazionale americo-verginiana.